# Arda (fiktiv värld)
Arda eller Eä är den fiktiva värld där Tolkiens romaner utspelar sig. Arda är i själva verket vår egen värld i ett mytiskt förflutet, tusentals år innan de första kända civilisationerna.

## Fiktiv etymologi
Ordet arda är quenya och betyder "kungadömet", med syftning på Manwes styre över världen, förlänat av Ilúvatar.
Eä kommer från quenya och betyder att vara. Eä är nämligen världen "som är", till skillnad från allting utanför Eä (till exempel Ilúvatars tidlösa hallar) som inte har någon materiell form. "Eä" var det ord som Ilúvatar uttalade då han skapade universum.

## Geografi

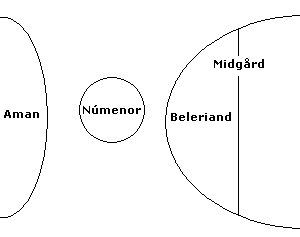
Schematisk bild av kontinenterna i Arda. Beleriand, Midgårds västra del, dränktes i havet i slutet av första åldern. Númenor existerade bara under andra åldern. I slutet av andra åldern flyttades Aman bort från världen.

Vid början av solens första ålder fanns fyra kontinenter på jorden: i väster Aman, där Valinor låg, i öster 'Solens murar', i mitten Midgård, och söder om Midgård de 'Mörka länderna'. I solens andra ålder uppreste valar kontinenten Númenor väster om Midgård.

## Sammanfattning av Ardas historia
Guden Ilúvatar skapar ainur och låter dem sjunga. Han skapar sedan världen Arda och låter några ainur stiga ner till den. Dessa bosätter sig på kontinenten Aman i västra Arda. (Beskrivet i "Ainulindalë" och "Valaquenta" i Silmarillion.)
Alverna föds i östra Midgård. Några av dem färdas till Aman och några stannar i Midgård.
Första åldern börjar.
Människorna och dvärgarna föds. Den onda ainun Melkor besegras i Beleriand (Midgårds västra del), varefter detta dränks i havet. (Beskrivet i "Quenta Silmarillion" i Silmarillion.)
Andra åldern börjar.
Människoriket Númenor skapas, existerar i tre tusen år och dränks sedan i havet. (Beskrivet i "Akallabeth" i Silmarillion.)
Överlevande númenoraner skapar Gondor och Arnor i Midgård och besegrar Melkors efterföljare Sauron. Isildur tar maktens ring från honom, men den går förlorad.
Tredje åldern börjar.
Fylke grundas och Gandalf anländer till Midgård. Gollum hittar maktens ring men blir fråntagen den av Bilbo. (Beskrivet i Bilbo – En hobbits äventyr.)
Sauron inleder krig mot de fria folken och dessa beslutar sig för att förstöra ringen och därigenom besegra Sauron, vilket de lyckas med. Aragorn blir kung i Gondor och alverna lämnar Midgård för Aman. (Beskrivet i Sagan om ringen.)
Fjärde åldern börjar.

## Platser i Tolkiens värld

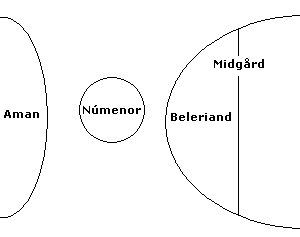
Schematisk bild av kontinenterna i Arda. Beleriand, Midgårds västra del, dränktes i havet i slutet av den första åldern. Númenor existerade bara under den andra åldern. I slutet av den andra åldern flyttades Aman bort från världen.

- Almaren var den ö där valar först bosatte sig när de kom till Arda.
- Taniquetil var det berg där Manwë bodde.
- Adurant var den sjätte och sydligaste bifloden till floden Gelion.
- Amon Rûdh (sindarin för Skalliga kullen) var en stenkulle söder om Brethil i västra Beleriand under den första åldern.
- Ard-galen (sindarin för Gröna regionen), senare känt som Anfauglith, var en vidsträckt grön slätt som låg norr om höglandet Dorthonion och söder om Morgoths fästning Angband i Järnbergen under den första åldern.
- Dorthonion ("landet av furu") även Taur-nu-Fuin var ett högland  norra Beleriand söder om Ard-galens slätter, som gränsade till Melkors fäste Thangorodrim.
- Gelion var Beleriands största flod och hade sina källor i Ered Luin.
- Gondolin var en stad och land.
- Himlad var ett land i nordöstra Beleriand mellan floderna Celon och Aros som i norr gränsade till Lothlann där Himring låg.
- Lammoth var en region som låg nordväst om Drengist och mellan Ered Lómin och Belegaer strand (Stora sjön).
- Tol Galen var en ö i floden Adurant (den sydligaste av floden Gelions bifloder).
- Vinyamar var en stad i Nevrast där Turgon härskade innan han flyttade till Gondolin tillsammans med sitt folk.
- Angmar är ett kungarike som grundades år 1300 i den tredje åldern av ringvålnadernas herre, känd som Häxmästaren av Angmar.
- Argonath är ett storslaget monument bestående av två pelare som avbildar Isildur och Anárion stående på var sida av floden Anduin vid den norra vägen upp till Nen Nithoel.
- Calenardhon är ett stort område med slätter och böljande kullar norr om Vita bergen och väster om Anórien.
- Caradhras, även kallat Rödhornspasset, är en av de mäktigaste bergstopparna i Dimmiga bergen.
- Carrock är en stenig ö i de övre delarna av floden Anduin och ligger norr om Lothlorien.
- Edhellond är en uråldrig hamn och bosättning av alviskt ursprung i landet Gondor, strax söder om korsningen av floderna Morthond och Ringló.
- Elendils grav är graven efter den första kungen av rikena Arnor och Gondor.
- Elostirion är det högsta av de tre torn som stod på Tornkullarna.
- Emyn Muil är ett skrovligt och oframkomligt högland på båda sidorna av Nen Hithoel.
- Ered Lithui, sindarin för Askbergen, är en bergskedja som utgör Mordors norra gräns.
- Esgaroth eller Sjöstad ligger på Långsjön i Rhovanion.
- Evendimsjön är en sjö i Eriador.
- Firienholt är en skog mellan Rohan och Gondor, även kallad "Firienskogen".
- Främre Rhün är ett gigantiskt slättland som är mestadels öppet, med varierande kvalité.
- Fylke befinner sig i den nordvästra delen av Eriador.
- Glitterfälten är platsen mellan den stora floden och Mörkmården.
- Hollin (Eregion på sindarin) var ett rike väster om Khazad-dûm vid skuggan av Dimmiga bergen och dess huvudstad blev Ost-in-Edhil.
- Lindon är alvernas konungarike i nordvästra Midgård, väster om Blå bergen.
- Mazarbuls arkivkammare är en kammare i Moria, där Balins sarkofag ligger.
- Rhovanion är landet i öst om Dimmiga bergen.
- Tharbad är en stad på södra kanten av Eriador i Midgård, på gränsen mellan Fylke och Rohan.
- Eldalondë var en hamnstad som var belägen i Nísimaldar på Númenors västkust, där floden Nunduinë rensas i Eldannabukten.
- Eldennabukten var den västligaste och största bukten på Númenor, och låg mellan Andustars och Hyarnustars båda landtungor.
- Meneltarma, quenya för "himlens pelare" eller Minûl-Tarik på Adûnaiska, var Númenors högsta berg.
- Noirinan var en grund dal, även kallad "gravarnas dal".
- Rómenna var en stor hamn som ligger på spetsen av den långa fjorden på Númenors östra strand.
- Siril var den främsta floden av hela Númenor, som rann från Noirinan under Meneltarma, och forsade söderut till havet nära Nindamos.
- Tol Uinenis var en liten ö som låg i den långa fjorden mellan uddarna Orrostar och Hyarrostar.